# Euoplocephalus tutus
Euoplocephalus tutus (Lambe, 1902) era un dinosauro corazzato vissuto nel Cretaceo superiore (dal Santoniano al Maastrichtiano, 84,9 - 70,6 milioni di anni fa) in Alberta e in Montana.

## Etimologia
Il nome "Euoplocephalus" deriva dal greco antico e significa "testa ben corazzata".

## Un anchilosauro ben conosciuto
Lungo circa 6 metri e pesante circa 3 tonnellate, questo dinosauro è stato descritto per la prima volta da Lawrence Lambe nel 1910 ed è forse il più conosciuto tra i dinosauri corazzati, o anchilosauri. Il genere Euoplocephalus consta in tutto di una quarantina di ritrovamenti più o meno completi. Uno scheletro eccezionalmente ben conservato, anche se privo del cranio, è stato studiato nei dettagli negli anni settanta e ottanta, e ha permesso di descrivere con accuratezza l'anatomia e la morfologia della corazza di questi dinosauri. Fino ad allora, infatti, regnava una gran confusione nella classificazione degli anchilosauri anche per la scarsa conoscenza delle caratteristiche armature.

## Confusione sui resti fossili

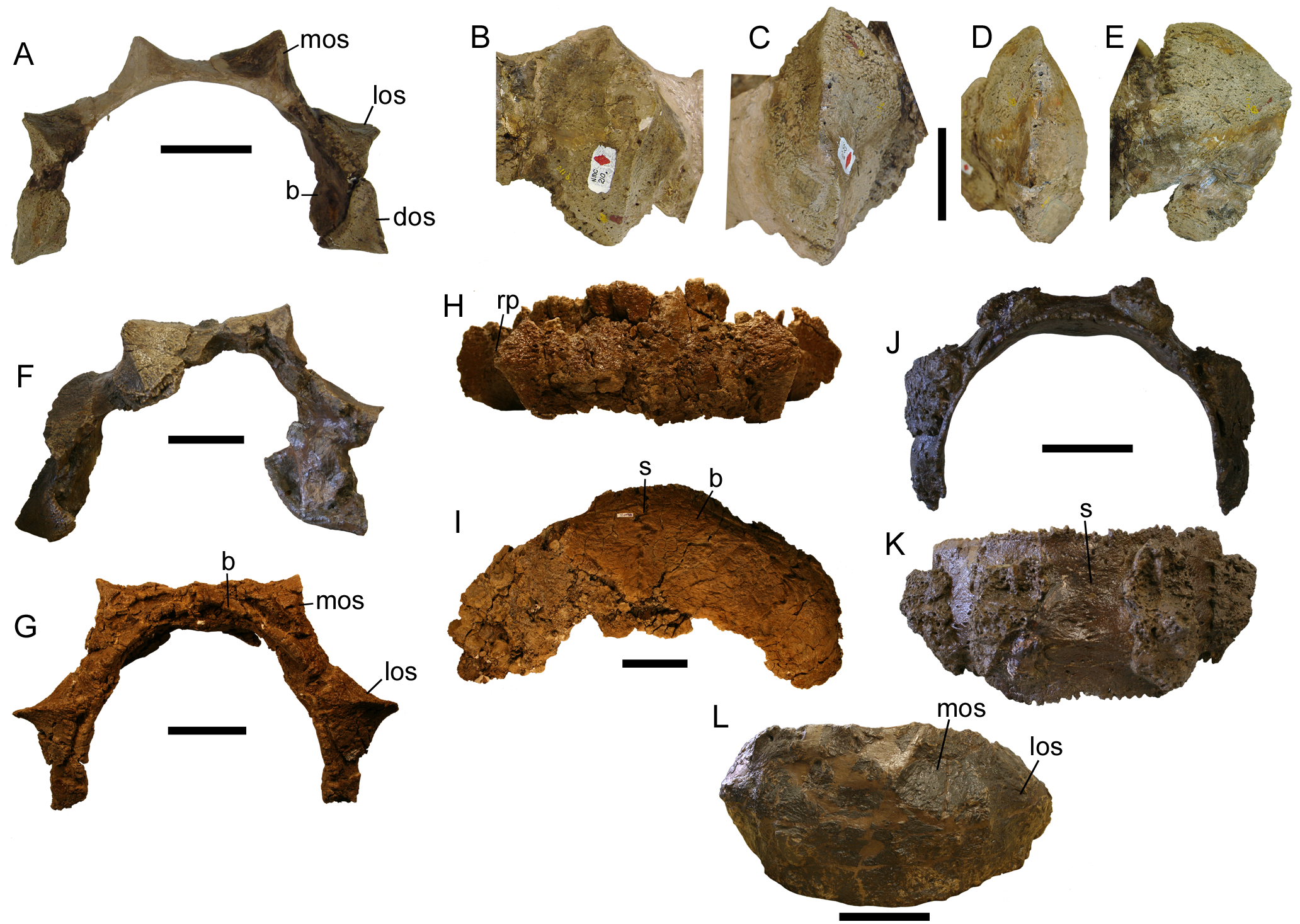
Semianelli e osteodermi di E. tutus

L'esemplare in precedenza era noto come Scolosaurus cutleri, ma durante la revisione degli anni settanta è apparso chiaro che apparteneva alla specie E. tutus. Il cosiddetto "Scolosaurus" era raffigurato con il corpo pesante schiacciato contro il terreno, la testa priva di armatura e con una doppia fila di puntali lungo il dorso che raggiungevano un'altezza considerevole nella zona del bacino, mentre la mazza caudale era armata con due ulteriori spuntoni. In realtà sulla coda forse non era presente alcuna spina supplementare, e il corpo era tenuto ben sollevato dal terreno; la testa, ben conosciuta in altri esemplari, era dotata di quattro brevi "corna" difensive e di un'intelaiatura di placche fuse insieme. È noto che anche le palpebre erano ossificate, a garantire una totale protezione dell'animale quando questo teneva gli occhi chiusi. Strutture simili sono note anche nel nodosauride Pawpawsaurus.

## Un'altra specie

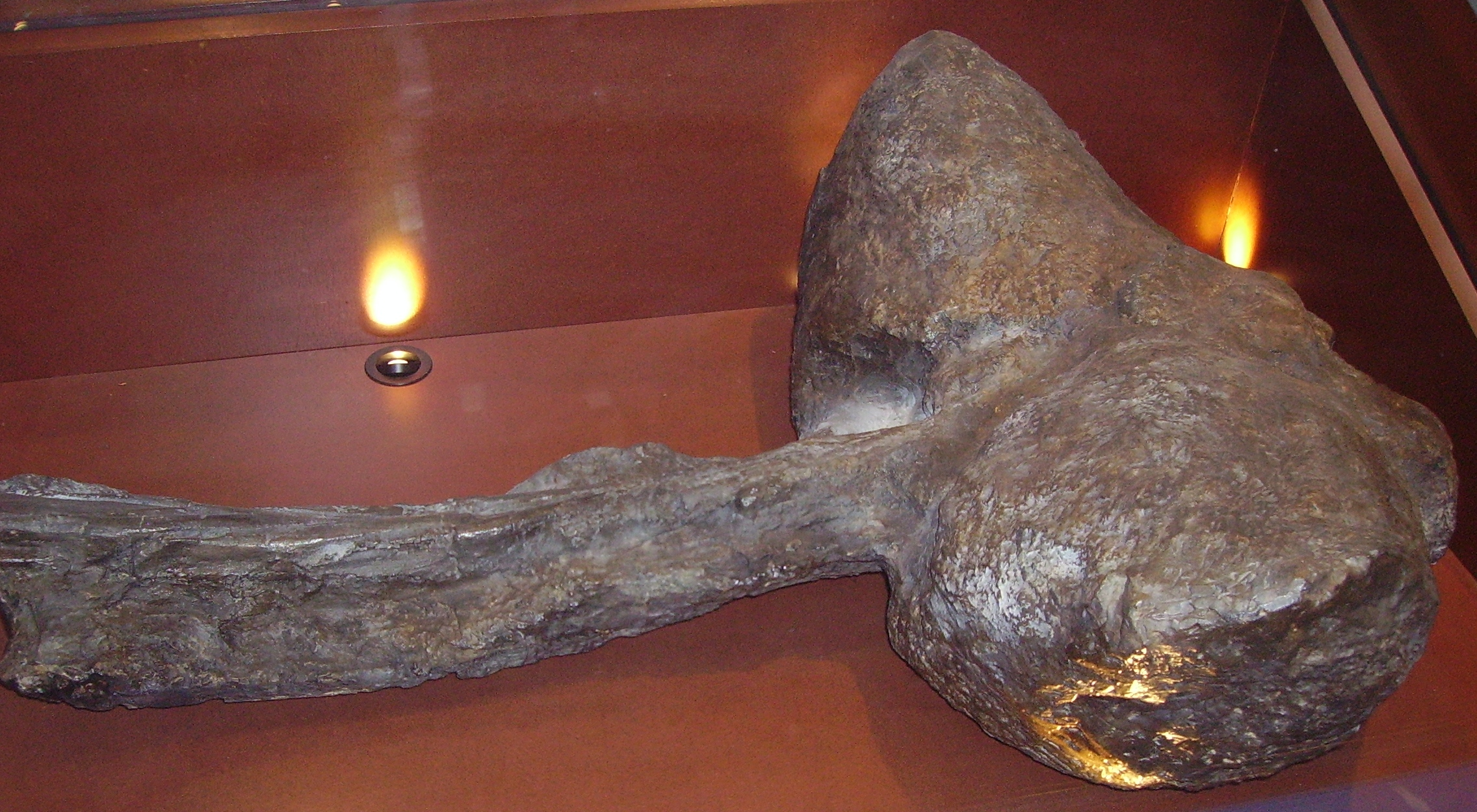
Mazza caudale di E. tutus

Altri resti fossili sono stati attribuiti a un'altra specie di Euoplocephalus, ma attualmente sono ritenuti appartenere a un genere a parte: Dyoplosaurus acutosquameus è ritenuto possessore di una mazza caudale priva di spine e con puntali sulla schiena meno alti (Arbour et al., 2009). Sembra inoltre che l'euoplocefalo avesse sviluppato un proprio sistema di masticazione del cibo particolarmente efficace, in modo del tutto diverso da quello adottato dai ceratopsi e dagli iguanodonti.

## Nella cultura di massa
L'Euoplocephalus è un dinosauro abbastanza noto, per quanto non goda di una grandissima fama, e sia noto solo a pochi appassionati.
Tra le sue apparizioni più famosi vi è quella nel romanzo di Michael Crichton Jurassic Park. Nel franchise cinematografico tale animale non è tuttavia mai apparso e non ci sono prove che questo animale sia presente canonicamente, tuttavia è presente in alcuni videogiochi tra cui Jurassic World: il gioco (2015), Jurassic World Evolution (2018) e Jurassic World Evolution 2 (2021).